# Tilt (punkband)
Tilt is een Amerikaanse punkband opgericht te San Francisco, Californië in 1992. De band bestaat uit Cinder Block (zang), Jeffrey Bischoff (gitaar), Pete Rypins (bas), en Vincent Camacho (drums).

## Geschiedenis
De band is opgericht in 1992 en begon al snel met het opnemen van muziek. Het debuutalbum van de groep, Play Cell, werd door het label Lookout! Records uitgebracht een jaar later in 1993. Kort hierna tekende de band een contract bij Fat Wreck Chords, waar de rest van hun albums zijn uitgegeven.
Tilt ging uit elkaar voor korte tijd in 1996, maar herenigde in 1997 met een nieuw bandlid, namelijk Jimi Cheetah van Screw 32. De band werd in 2001 echter officieel opgeheven.
De band zou een reünieshow spelen op 13 mei 2011 in Berkeley, Californië, maar moest het concert afzeggen omdat de bassist gewond was geraakt en een operatie aan zijn arm moest ondergaan. Hoewel deze show nooit gespeeld werd, speelde Tilt echter wel een eenmalige reünieshow in de herfst van 2015 als een onderdeel van een tweedaags festival om de 25ste verjaardag van Fat Wreck Chords vieren. Ook stond er een show op 1 januari 2017 gepland, als compensatie voor de gemiste show in 2011. Hoewel er sindsdien geen nieuwe muziek is uitgegeven, is de band momenteel nog steeds weer actief met het spelen op shows en festivals.

## Discografie
Studioalbums
- Play Cell (Lookout! Records, 1993)
- 'Til It Kills (Fat Wreck Chords, 1995)
- Collect 'Em All (Fat Wreck Chords, 1998)
- Viewers Like You (Fat Wreck Chords, 1999)

Verzamelalbums
- Been Where? Did What? (Fat Wreck Chords, 2001)

Singles en ep's
- S/T (1992)
- Worse to Bad (1995)
- Gun Play (1998)